# Olivier Hay
Pour les articles homonymes, voir Hay.
Olivier Hay (alias Luffy ou Louffy), né le 12 décembre 1986 à Paris, est un joueur de jeux vidéo français. D’abord champion français à Street Fighter IV, il réalise l'exploit le 13 juillet 2014 de finir premier du jeu Ultra Street fighter IV au plus grand tournoi de jeux vidéo de combat, l'EVO 2014, qui a lieu tous les ans à Las Vegas aux États-Unis. Il est le premier Français et Européen à avoir gagné à ce tournoi,,.

## Biographie
Olivier Hay est actuellement membre de l'équipe e-sport : Red Bull eSports. Il est d'origine teochew. 
Il a choisi son pseudonyme de joueur Luffy en référence au héros du manga One Piece, et son nom se retrouve parfois orthographié avec o pour justement le différencier du personnage.

## Jeux vidéo
- Toutes les versions de Street Fighter IV.
- Street Fighter V
- The King of Fighters XIII

## Palmarès (non exhaustif)
- Stunfest: 2014
- DreamHack Valencia: 2014
- DreamHack Stockholm: 2014
- Lockdown: 2014
- Gigaon: 2014
- Red fight district: 2014, 2015
- Evolution Championship Series: 2014
- VS Fighting: 2015
- FFM-Rumble: 2015
- DreamHack Summer: 2015
- EGX: 2015
- Celtic Throwdown: 2016